# 미륵초등학교
미륵초등학교는 대한민국 전북특별자치도 익산시에 있는 공립 초등학교이다.

## 학교 연혁
- 1947.04.03 금마국민학교 미륵분교로 개교
- 1950.05.31 미륵국민학교 인가
- 1984.03.01 병설유치원 개원
- 1996.03.01 미륵초등학교로 개칭
- 2014.09.01 제21대 김영모 교장 부임
- 2015.02.10 제65회 졸업(총 졸업생 2,795명)

## 참고 자료
- 미륵초등학교 - 한국교육학술정보원 학교알리미